# Liolaemidae
Liolaemidae – rodzina jaszczurek z infrarzędu Iguania w obrębie rzędu łuskonośnych (Squamata).

## Zasięg występowania
Rodzina obejmuje gatunki występujące w Ameryce Południowej. 

## Systematyka

### Podział systematyczny
Do rodziny należą następujące rodzaje: 
- Ctenoblepharys Tschudi, 1845 – jedynym przedstawicielem jest Ctenoblepharys adspersa Tschudi, 1845
- Liolaemus Wiegmann, 1834
- Phymaturus Gravenhorst, 1838